# Доменне ім'я другого рівня
Доменне ім'я другого рівня (англ. second-level domain (SLD)) розділена крапкою одразу після неї домену першого рівня. Так наприклад, у домені wikipedia.org частина wikipedia є доменом другого рівня.
У деяких країнах реєстратори доменних імен використовують певні домени другого рівня як альтернативу загальним доменам верхнього рівня. В Сполученому Королівстві, наприклад, навчальні заклади отримують домени у зоні .ac.uk, а компанії — в .co.uk.
Географічні домени в Україні (dp.ua, od.ua), професійні (vinnitsa.pro), а також домени типу «GENERIC» (org.ua, kiev.ua) належать до другого рівня.